# 2021年吉尔吉斯斯坦总统选举
2021年吉爾吉斯斯坦總統選舉是於2021年1月10日舉行的吉爾吉斯斯坦總統提前選舉，同日还进行2021年吉尔吉斯斯坦政体公投。

## 背景
蘇聯解體後，吉爾吉斯長期以來一直被視為中亚的「民主島嶼」，尽管吉尔吉斯斯坦的政治是十分动荡的。但是COVID-19大流行和普遍的政治腐敗导致2020年吉尔吉斯斯坦示威，示威之后萨德尔·扎帕罗夫出任代總統，扎帕罗夫推动憲制改革，计划将吉尔吉斯斯坦政体由議會共和制改为總統共和制，为此吉尔吉斯斯坦宣布举行政体公投和总统提前选举，为政体改革和新任总统的权力提供民意支持。

## 选举制度
吉尔吉斯斯坦总统選舉採绝对多数的兩輪選舉制，如果沒有候選人在第一輪中獲得多數票，則在前兩名選手之間進行第二輪選舉。根據2010年宪法，吉尔吉斯斯坦总统任期六年，不允許连任。

## 結果
萨德尔·扎帕罗夫在第一輪便获得过半数的79.83%选票当选，无须进行第二輪選舉，但本次选举投票率仅39.16%。另外根据同時舉行的政体公投結果，吉尔吉斯斯坦政体由議會共和制改为總統共和制的訴求通過。到2021年底，根據“世界自由度指數”，吉爾吉斯斯坦的地位從“部分自由”下降到“不自由”，原因是「議會選舉存在嚴重缺陷，存在嚴重的政治暴力和恐嚇，最終導致非正常的奪權」。
| 候选人             | 候选人                      | 政党               | 票数      | %      |
| ------------------ | --------------------------- | ------------------ | --------- | ------ |
|                    | 萨德尔·扎帕罗夫             | 愛國黨             | 1,105,248 | 79.83  |
|                    | 阿達汗·馬杜馬羅夫           | 聯合吉爾吉斯斯坦   | 94,741    | 6.84   |
|                    | 巴布爾·托爾巴耶夫           | 獨立人士           | 32,979    | 2.38   |
|                    | 米克提貝克·阿斯坦貝克       | 國家統一與愛國黨   | 23,583    | 1.70   |
|                    | 阿卜杜勒‧謝吉茲巴耶夫       | 獨立人士           | 20,335    | 1.47   |
|                    | 伊瑪目·塔紹夫               | 獨立人士           | 16,383    | 1.18   |
|                    | 克拉拉·索龍庫洛娃           | 改革               | 14,005    | 1.01   |
|                    | 艾門·卡塞諾夫               | 獨立人士           | 12,684    | 0.92   |
|                    | 烏盧克別克·科奇科羅夫       | 新時代             | 9,397     | 0.68   |
|                    | 卡納特別克·伊薩耶夫         | 吉爾吉斯           | 8,038     | 0.58   |
|                    | 埃爾達爾·阿巴基洛夫         | 獨立人士           | 6,996     | 0.51   |
|                    | 巴克特別克·卡爾馬馬托夫     | 獨立人士           | 6,893     | 0.50   |
|                    | 庫爾桑·阿薩諾夫             | 獨立人士           | 6,885     | 0.50   |
|                    | 拉夫尚·熱恩別科夫           | 獨立人士           | 2,652     | 0.19   |
|                    | 卡內別克·伊馬納利耶夫       | 故鄉社會主義者黨   | 2,490     | 0.18   |
|                    | 傑尼什別克·拜古蒂耶夫       | 獨立人士           | 1,327     | 0.10   |
|                    | 阿爾斯坦貝克·阿布德爾達耶夫 | 為了人民           | 1,157     | 0.08   |
| 以上皆非           | 以上皆非                    | 以上皆非           | 18,673    | 1.35   |
| 总共               | 总共                        | 总共               | 1,384,466 | 100.00 |
|                    |                             |                    |           |        |
| 有效票数           | 有效票数                    | 有效票数           | 1,384,466 | 99.21  |
| 无效及空白票数     | 无效及空白票数              | 无效及空白票数     | 11,047    | 0.79   |
| 总票数             | 总票数                      | 总票数             | 1,395,513 | 100.00 |
| 已登记选民／投票率 | 已登记选民／投票率          | 已登记选民／投票率 | 3,563,574 | 39.16  |
| 资料来源：CEC, CEC |                             |                    |           |        |